# Bourg-Blanc
Bourg-Blanc é uma comuna francesa na região administrativa da Bretanha, no departamento Finisterra. Estende-se por uma área de 28,3 km². Em 2010 a comuna tinha 3 623 habitantes (densidade: 128 hab./km²).